# コガネキクバナイグチ
コガネキクバナイグチ（黄金菊花猪口、学名: Boletellus aurocontextus）はコナラ・アカマツ林に生えるイグチ科キクバナイグチ属の中型のキノコ。赤褐色の鱗片に被われた傘の表皮が、縁を回り込んで裏側を包む形態をしているのが特徴。和名の「コガネ」は肉の色が黄色いことに由来し、空気に触れると青変性を示す。

## 分布と生育環境
菌根菌。夏から秋にかけて、コナラとアカマツが混じる林の地上に発生する。

## 特徴
子実体は傘と柄からなり、傘の直径は6 - 12センチメートル (cm) 。上面はひび割れて黄色地の肉が露出し、赤茶色から赤紫色の細かい鱗片が目立つ。傘の下面は、若いうちは傘上面から続く表皮で完全に覆われていて、のちに管孔を守っていた表皮が周囲に垂れ下がる。管孔は最大15ミリメートル (mm) で、鮮やかな黄色をしている。孔口は最大1 mmで管孔と同色。
柄は長さ6 - 16 cm、太さ8 - 16 mm、全体的にはワイン赤色から赤紫色で、上部は縦筋があり、しばしば頂部は黄色を呈することがあり、基部は赤紫色をしている。肉は薄黄色で、傘や柄を傷つけると、著しく青変性を示す。担子胞子は長楕円形で、大きさ18.5 - 24.5 × 7.5 - 10マイクロメートル (μm) 。    
かつてはシイ・カシ林に発生するキクバナイグチ（Baletellus empdensis）と混同されたが、傘の表面には濃ワイン赤色から黒褐色の大きな鱗片が粗くつき、肉が白色である点で違いが見られる。同じく混同されていたヒビワレキクバナイグチ（Baletellus areolatus）も、形態的にはコガネキクバナイグチとよく似るが、肉色が白色で、傘の鱗片が薄く、成長段階において黄褐色に退色する点が異なる。またかつてキクバナイグチ属とされ、本種と似たような場所に生えるセイタカイグチ（Aureoboletus russellii）は、傘の表面が枯草色から淡黄土色で、管孔がはじめ黄色であるが後に褐色となり、柄が長く赤茶色で上から下まで白い縦長の網目模様が見られ、肉が空気に触れても青変しない。